# Tragedy (ciruela)
Tragedy es una variedad cultivar de ciruelo (Prunus domestica), de las denominadas ciruelas europeas.
Una variedad de ciruela obtenida de plántula casual en la granja de O. R. Runyon, cerca de Courtland, en el condado de Sacramento a finales de la década de 1870.
Las frutas de tamaño mediano a grande de forma ovalada, ligeramente asimétrica, tienen piel color rojo púrpura, recubierta de abundante pruina blanquecina, fina, y pulpa de color amarillo verdoso con infusión rojiza cerca de la piel, textura medianamente jugosa, sabor un poco dulce y un poco rico.

## Historia
'Tragedy' variedad de ciruela europea que fue descubierta a fines de la década de 1870 como plántula casual en la granja de O. R. Runyon, cerca de Courtland, en el condado de Sacramento, (California). La primera vez que la ofreció al comercio en yemas latentes fue por el vivero  "W. R. Strong and Company" de Sacramento en 1887. Dado que las variedades de ciruela 'German Prune' y 'Duane Purple' crecieron en el lugar de su origen y como muestra características de ambas, se la ha señalado como un probable cruce de estas variedades. Se cree que el nombre 'Tragedy' le fue dado a la fruta por Mr. Runyon porque se observó que la ciruela la encontró el día o alrededor de ese día en que ocurrió un determinado evento considerado trágico en el vecindario. En 1899, la "Sociedad Pomológica Estadounidense" consideró que 'Tragedy' merecía un lugar en su lista de frutas.
'Tragedy' ha sido descrita por: 1. Cal. State Bd. Hort. 236, Pl. II fig. 5, 237. 1890. 2. Ibid. 109 fig. 8. 1891. 3. Wickson Cal. Fruits 358. 1891. 4. AT. Mex. Sta. Bul. 27:125. 1898. 5. Am. Pom. Soc. Cat. 40. 1899. 6. Waugh Plum. Cult. 124. 1901.
'Tragedy' está cultivada en diversos bancos de germoplasma de cultivos vivos, tales como en National Fruit Collection (Colección Nacional de Fruta) de Reino Unido con el número de accesión: 1955-070 y Nombre Accesión : Tragedy. El espécimen fue recibido en el «National Fruit Trials» (Probatorio Nacional de Frutas), para evaluar sus características en 1955.

## Características
'Tragedy' árbol de porte grande, vigoroso, de copa redondeada, resistente, de productividad variable. Es autofértil no necesitando otra variedad polinizadora. Flor blanca, que tiene un tiempo de floración que comienza a partir del 9 de abril con el 10% de floración, para el 13 de abril tiene una floración completa (80%), y para el 22 de abril tiene un 90% de caída de pétalos.
'Tragedy' tiene una talla de tamaño mediano de forma ovalada, valvas ligeramente asimétricas, con peso promedio de 24.20 g;epidermis tiene una piel color rojo púrpura, recubierta de abundante pruina blanquecina, fina; sutura con línea bien visible, de color algo más oscuro que el fruto, situada en una depresión muy suave, algo más acentuada junto a cavidad peduncular; pedúnculo de longitud mediano, fuerte, con una longitud promedio de 11.98 mm; pulpa de color amarillo verdoso con infusión rojiza cerca de la piel, textura medianamente jugosa, sabor un poco dulce y un poco rico.
Hueso semi adherente, a adherente grande, alargado, asimétrico, con el surco dorsal muy ancho y profundo, los laterales más superficiales, zona ventral poco sobresaliente, superficie rugosa.
Su tiempo de recogida de cosecha se inicia en su maduración en la primera decena de agosto. La producción se obtiene con regularidad.

## Usos
Se usa comúnmente como opción para preparados culinarios, ideal para hornear pasteles en bandeja.